# Яунциема гатве
Я́унциема га́тве (латыш. Jaunciema gatve) — магистральная улица в Видземском предместье и Северном районе Риги, огибающая Кишэзерс с восточной и северной стороны. Начинается от развилки с Бривибас гатве (A2) у городской черты, пролегает по неширокой полосе между берегом Кишэзерса и границей города с Ропажским краем, постепенно меняя направление с северо-западного на западное, юго-западное и юго-восточное. Заканчивается выходом на Милгравский мост, за которым продолжается как улица Милгравья.
Пролегает по микрорайонам Букулты, Сужи, Яунциемс, Трисциемс. Участок улицы, прилегающий к Милгравскому мосту (около 800 метров), служит границей между Трисциемсом и Вецмилгрависом.
Недалеко от своего начала Яунциема гатве пересекает линию Рига — Лугажи и Югльский канал (железобетонный мост через канал построен в 1972 году на месте прежнего деревянного моста 1902 года), а в Трисциемсе — реку Ланга.

## История
Старейшей частью Яунциема гатве является её участок в бывшем посёлке Яунциемс. С включением посёлка в черту города Риги, в 1927 году эта улица впервые встречается в списке городских улиц под названием улица Яунциема, а с 1928 года — 1-я линия Яунциема. Со стороны Вецмилгрависа, через Трисциемс, к ней была подведена шоссейная дорога, в 1939 году получившая название Яунциема гатве.
С противоположной стороны дорогу начали строить после Второй мировой войны; впервые она показана на топографической карте 1947 года как проектируемая или строящаяся, на участке от Букулты до Сужи. До её постройки населённые пункты на восточном берегу Кишэзерса были связаны сетью грунтовых и лесных дорог.
В 1975 году все участки нынешней Яунциема гатве были объединены под названием улица 13 Октября (в честь даты вступления Красной Армии в центральную часть Риги в 1944 году, в советское время отмечаемой как «День освобождения Риги от немецко-фашистских захватчиков»). В 1990 году название Яунциема гатве было восстановлено на всём протяжении улицы.
На бывшей 1-й линии Яунциема в 1930-е годы имелось 4 магазина (три из них принадлежали Яунциемскому потребительскому кооперативу), полицейский участок, лесопильно-бумажная фабрика, многочисленные ремесленные мастерские, кордон Мангальского лесничества, пристань на Кишэзерсе, а также местный парк, где нередко проводились различные культурные мероприятия.

## Транспорт
Яунциема гатве — самая длинная из рижских улиц, протянувшаяся на 16177 метров. На всём протяжении асфальтирована, движение двустороннее. Отрезок от Милгравского моста до Трисциемса является частью государственной региональной автодороги P1, далее ответвляющейся от Яунциема гатве и уходящей за городскую черту.
По Яунциема гатве проходят маршруты городского автобуса: от Вецмилгрависа до Сужи — маршрут № 11, и на всём протяжении — маршрут № 29, который имеет на Яунциема гатве по 22 остановки в каждом направлении.

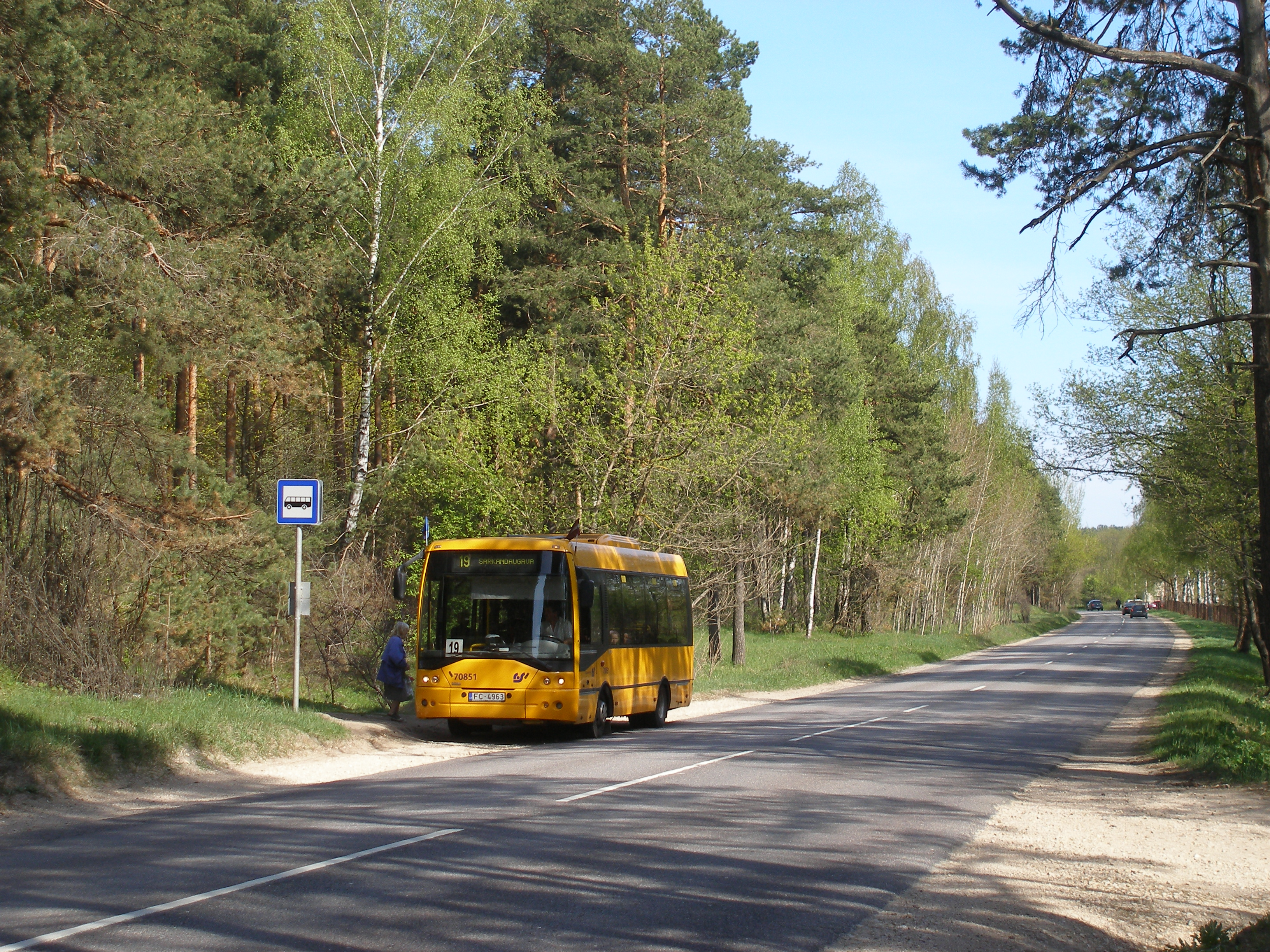
Остановка в Букулты
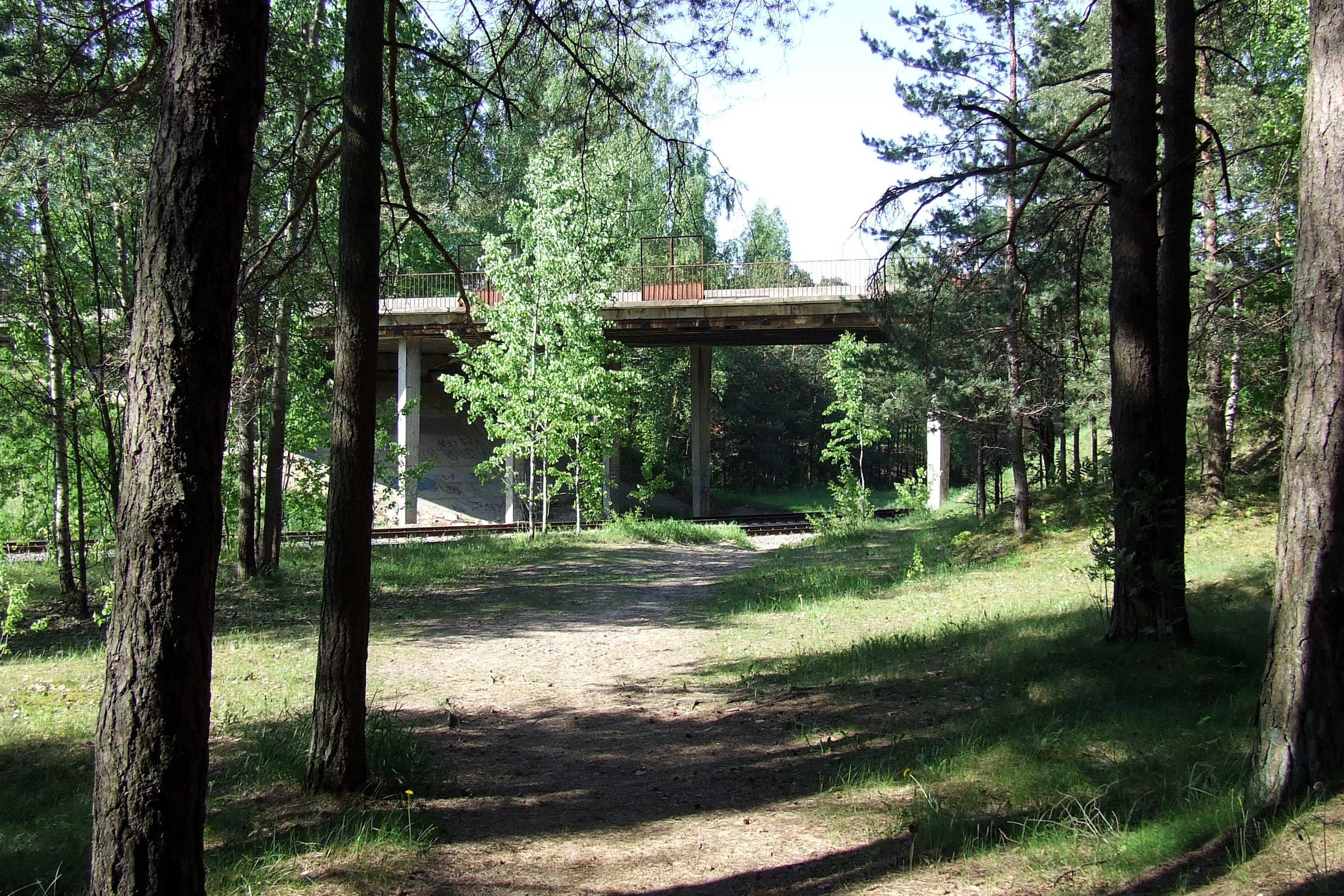
Мост через железную дорогу
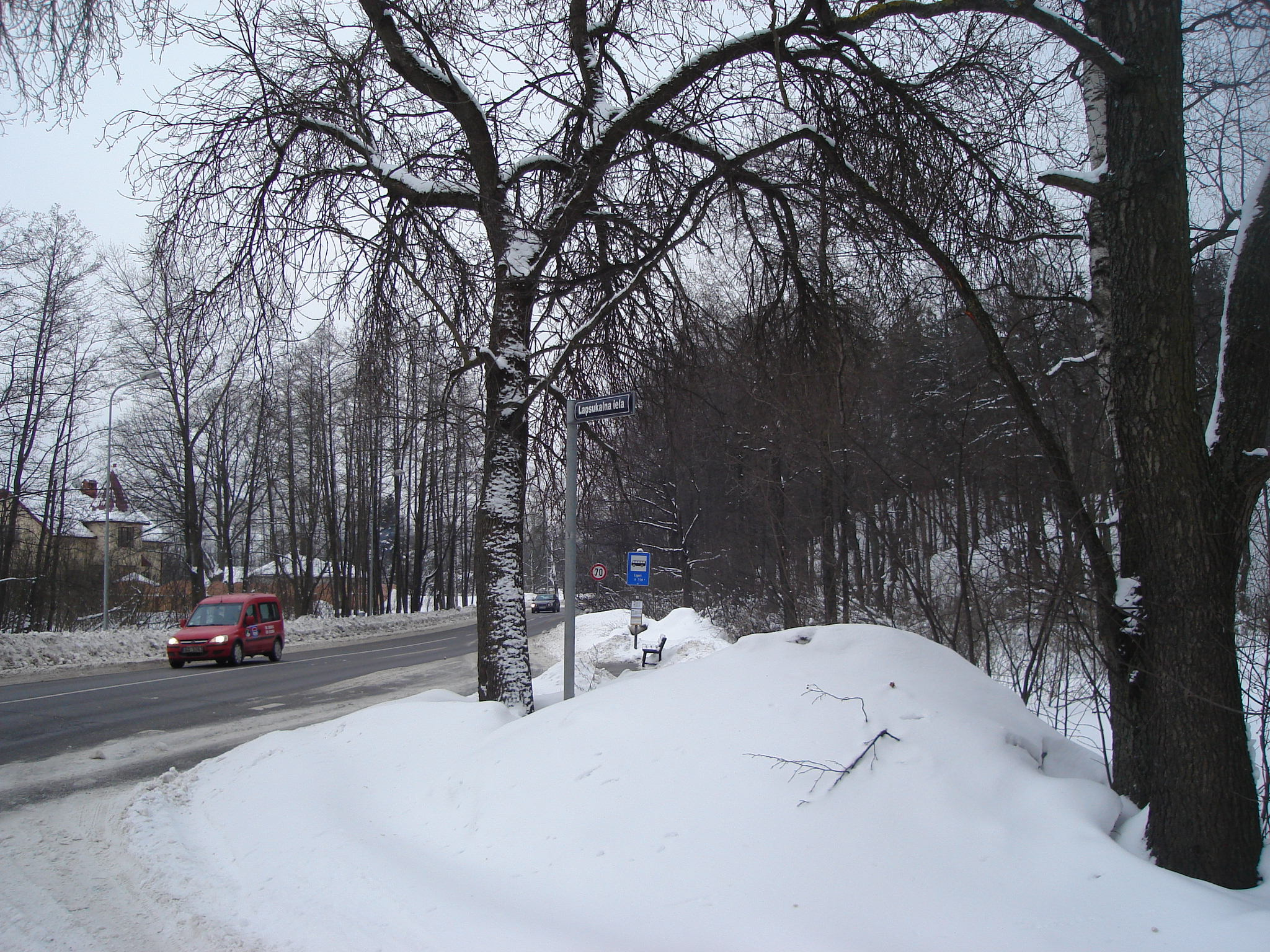
Остановка в Трисциемсе
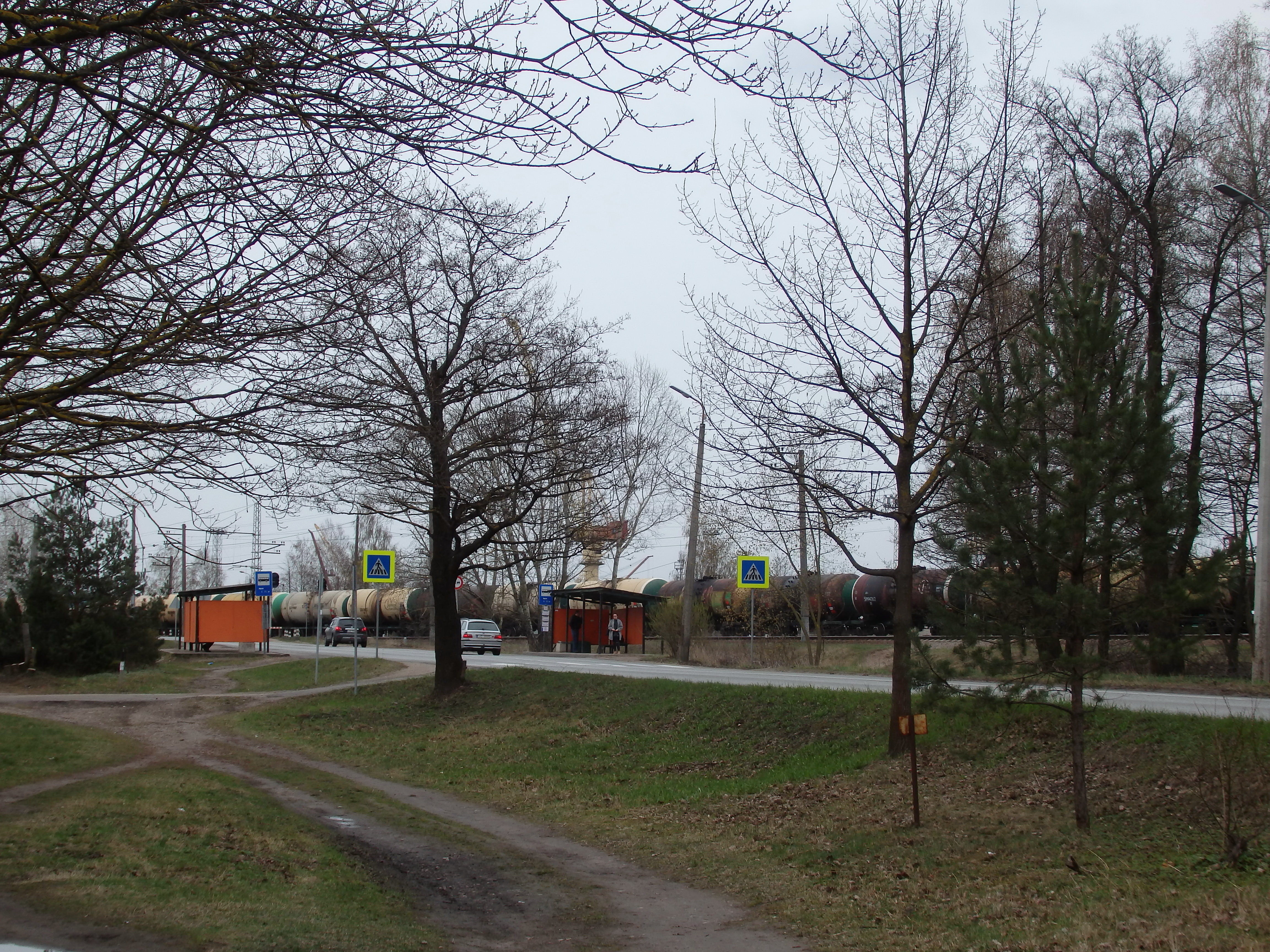
У станции Зиемельблазма

## Примечательные объекты
Яунциема гатве проходит бо́льшей частью по незастроенным, преимущественно лесистым участкам. Отдельные прилегающие к Кишэзерсу территории, не тронутые хозяйственной деятельностью, объединены в природный заказник «Яунциемс».
- Дом № 8 — комплекс зданий бывшей советской войсковой части, построенный на месте старинной водяной мельницы, действовавшей до 1894 и разобранной только после Второй мировой войны. В XIII—XVII веках здесь располагался замок Нейермюлен[латыш.], разрушенный боевыми действиями и впоследствии разобранный[2].
- Дом № 23 — бывший крестьянский двор «Vārnas», памятник архитектуры государственного значения[8].
- На берегу Кишэзерса у дома № 99 в 1974 году[9] был установлен памятный камень, поскольку с этого места 12 октября 1944 года части Красной армии начали форсирование озера и наступление на Ригу. Камень демонтирован в 2022 году в числе объектов, увековечивающих советский либо нацистский режим[10].
- Дом № 161 — бывшее производство ПО «Латбумпром»[11], основанное в начале XX века как бумажная фабрика Яниса Мильманиса[12].
- Дом № 320 — Рижский опытный завод металлоизделий «Мангали» (основан в 1965 на базе цеха по производству канцелярских принадлежностей)[13].

## Прилегающие улицы
Яунциема гатве пересекается со следующими улицами:
- Бривибас гатве (развязка в двух уровнях)
- улица Аборас
- улица Канала (развязка в двух уровнях)
- улица Ваджу
- улица Булдурпунгас
- улица Межарес
- улица Озолкалну
- 10-я поперечная линия Яунциема
- 9-я поперечная линия Яунциема
- 8-я поперечная линия Яунциема
- 7-я поперечная линия Яунциема
- 6-я поперечная линия Яунциема
- улица Стекю
- 5-я поперечная линия Яунциема
- 4-я поперечная линия Яунциема
- 3-я поперечная линия Яунциема
- улица Гайленю
- 2-я поперечная линия Яунциема
- улица Шалку
- автодорога P1 на Царникаву
- улица Личу
- улица Рудзу
- улица Калмью
- улица Лапсукална
- улица Ниедру
- улица Трактору
- улица Драудзибас
- улица Алиньгю
- проспект Вецакю (развязка в двух уровнях)
- улица Милгравья